# G-Power
G-Power GmbH – niemieckie przedsiębiorstwo tuningujące samochody, specjalizujące się w pojazdach BMW. G-Power zostało założone przez Jochena Grommischa w 1983 roku, z siedzibą w Brunsbüttel.